# Pierre Emmanuel Robe
Pierre Emmanuel Robe (* 15. September 1986 in Chamonix) ist ein ehemaliger französischer Skispringer.
Robe begann seine internationale Karriere 2002 bei FIS-Springen. Ab 2005 startete er regelmäßig im Skisprung-Continental-Cup. Trotz eher mittelmäßiger Ergebnisse gab Robe am 16. Februar 2008 in Willingen im Teamspringen sein Debüt im Skisprung-Weltcup. Dabei erreichte das französische Team den 11. Platz. Bei der Skiflug-Weltmeisterschaft 2008 in Oberstdorf erreichte er gemeinsam mit Vincent Descombes Sevoie, David Lazzaroni und Emmanuel Chedal den 8. Platz. Auch beim Skiflug-Weltcup in Planica in der gleichen Saison erreichte die Mannschaft den 8. Platz. Bei den Französischen Meisterschaften im Skispringen 2009 in Chaux-Neuve erreichte er im Einzelspringen den 13. Platz und im Teamspringen den 5. Platz. Nach der Saison 2008/09 beendete er seine internationale Karriere.